# 에쥬케이터
《에쥬케이터》(Die Fetten Jahre Sind Vorbei, The Edukators)는 오스트리아, 독일에서 제작된 한스 바인가르트너 감독의 2004년 멜로/로맨스, 코미디, 범죄, 드라마 영화이다. 다니엘 브륄 등이 주연으로 출연하였고 사빈느 홀트그레브 등이 제작에 참여하였다.

## 출연

### 주연
- 다니엘 브륄
- 줄리아 옌체
- 스티페 에르체그
- 버그하트 클로브너
- 피어 마티니

### 조연
- 페트라 지에세르
- 로라 슈미트
- 세바스찬 부츠
- 올리베르 부록커
- 크누트 베르거
- 한스 지쉴러
- 벤하드 베터맨

## 기타
- 미술: 크리스티안 M. 골드벡
- 의상: 실비아 페르네게르
- 배역: 실크 코치
- 배역: 수즈 마르쿠아트

## SBS 성우진 (2007년 7월 29일)
- 김영선 - 얀(다니엘 브륄)
- 은영선 - 율(줄리아 옌체)
- 최원형 - 피터(스티페 에르체그)
- 장광 - 하이덴베르그(버그하트 클로브너)
- 강연숙
- 장승길
- 김혜경
- 조영호
- 김호성
- 한수림
- 박만영
- 변현우